# Лас-Анимас (округ)
Лас-А́нимас (англ. Las Animas County) — округ в штате Колорадо, США. Является самым большим в штате и третьим по величине округом в США.

## Описание

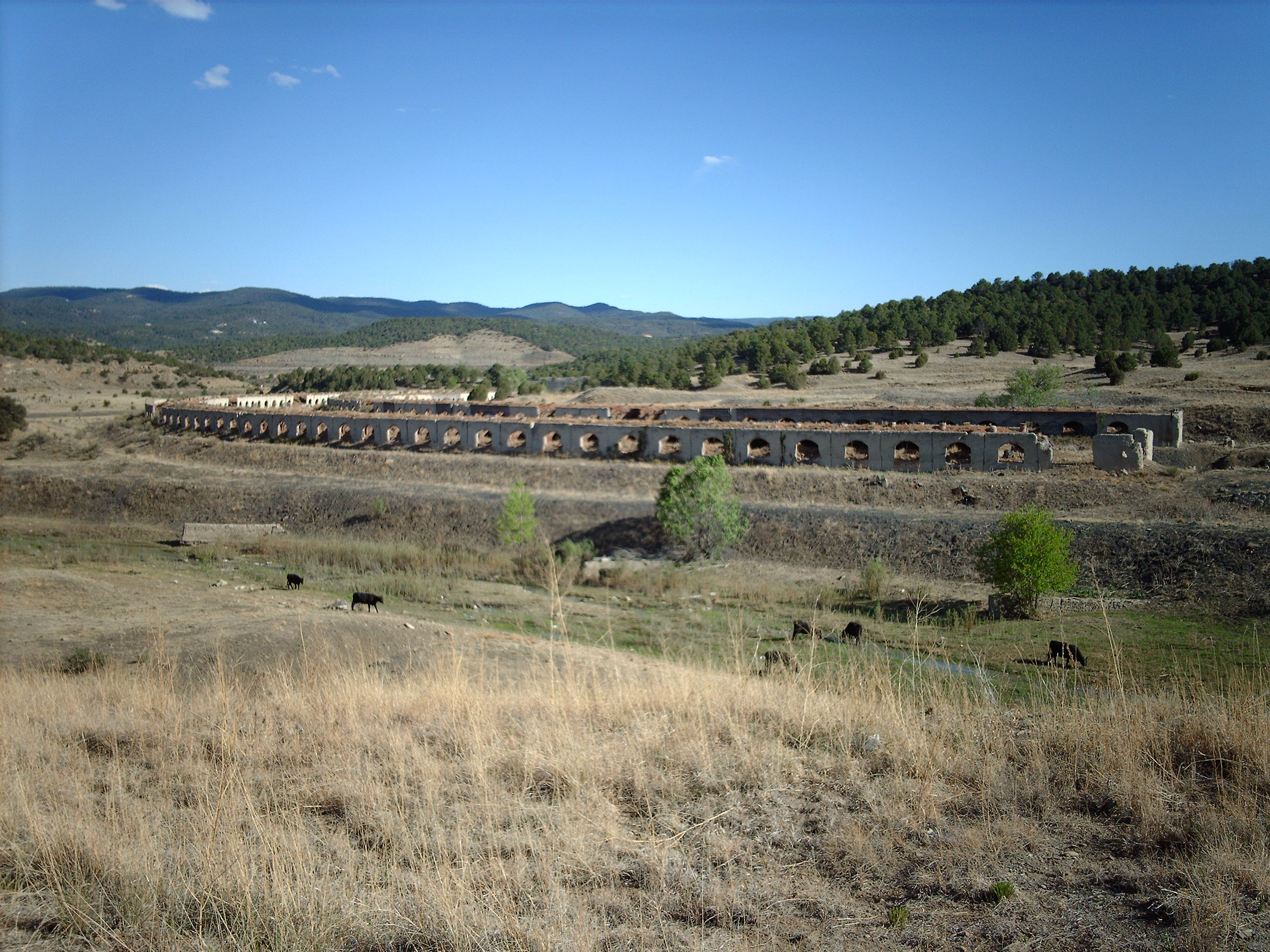
Руины шахт у города Кокдейл

Округ Лас-Анимас, самый крупный в штате, расположен в южной части Колорадо, с запада, севера и востока граничит с другими округами штата, с юга — со штатом Нью-Мексико. Назван в честь протекающей по территории реки Анимас. Столица и крупнейший город округа — Тринидад, в котором проживает около 60 % населения Лас-Анимаса. Открытые водные пространства занимают 7 км², что составляет 0,06 % от общей площади округа в 12 368 км². Через округ проходит крупная автомагистраль I-25.

## История
Лас-Анимас был образован 9 февраля 1866 года путём отделения южной части округа Уарфано. 16 апреля 1889 года от Лас-Анимаса была отделена восточная часть, ставшая округом Бака.

## Достопримечательности
- Город-призрак Ладлоу[англ.];
  - Мемориал жертвам Бойни в Ладлоу;
- Национальный луг Команчи[англ.] (частично на территории округа);
- Национальный лес Сан-Изабель (частично);
  - Пустошь испанских вершин[англ.];
- Перевал Ратон (частично);
- Тропа Санта-Фе (частично).

## Демография
Население округа росло до 1920-х годов, затем начало падать.
Население
| 1870 год — 4276 жителей 1880 — 8903 1890 — 17 208 1900 — 21 842 1910 — 33 643 1920 — 38 975 | 1930 — 36 008 1940 — 32 369 1950 — 25 902 1960 — 19 983 1970 — 15 744 1980 — 14 897 | 1990 — 13 765 2000 — 15 207 2010 — 15 507 2011 — 15 037 2017 — 14 238 |

Расовый состав
- белые — 82,6 %
- афроамериканцы — 0,4 %
- коренные американцы — 2,6 %
- азиаты — 0,4 %
- уроженцы Океании или Гавайев — 0,2 %
- прочие расы — 10,0 %
- две и более расы — 3,8 %
- латиноамериканцы (любой расы) — 41,5 %